# Oetophorus pleuralis
Oetophorus pleuralis là một loài tò vò trong họ Ichneumonidae.